# Bemarivo (rivier)
De Bemarivo is een rivier in Madagaskar. De rivier is 140 kilometer lang en bevindt zich in de regio Sava, in de provincie Antsiranana. 
De rivier mondt uit in de Indische Oceaan en ontspringt in het Nationaal park Marojejy.

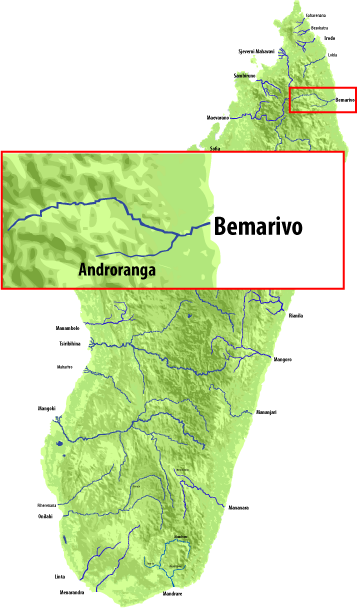
Locatie van de Bemarivo.